# Jerk It Out
"Jerk It Out" je skladba švédské indie rockové skupiny Caesars, která pochází z jejich alba Love for the Streets a také se nachází v následujícím albu Paper Tigers v remixované podobě.

## UK seznam skladeb

### 2003
CD
1. "Jerk It Out"
2. "Out of My Hands"
3. "She 'sa Planet"

7 "
1. "Jerk It Out"
2. "The Cannibals"

### 2005
CD
1. "Jerk It Out"
2. "The Longer We Stay Together"

7 "
1. "Jerk It Out"
2. "Up All Night"

## Pozice v žebříčcích
Skladba byla původně vydána v roce 2003 a dosáhla 60. místo v žebříčku UK Singles Chart. V roce 2005 byla znovu vydána, přičemž v žebříčku UK Singles Chart dosáhla 8. místo, 70. místo v žebříčku Billboard Hot 100 a 40. místo v žebříčku Modern Rock Tracks.